# George Wein
Pour les articles homonymes, voir Wein.
George Theodore Wein, né le 3 octobre 1925 à Lynn dans le Massachusetts et mort le 13 septembre 2021 à Manhattan, est un pianiste, producteur et organisateur de concerts de jazz américain.
Il est notamment le fondateur du Festival de jazz de Newport qui se tient tous les étés à Newport (Rhode Island). Il est également le cofondateur du festival de folk de Newport avec Pete Seeger et Theodore Bikel. Il tient également un rôle important dans la fondation du New Orleans Jazz & Heritage Festival.

## Biographie

### Jeunesse
George Wein nait à Lynn (Massachusetts) le 3 octobre 1925,. Son père Barnet est otorhinolaryngologiste, sa mère est pianiste amatrice,. Ses deux parents sont juifs. Wein grandit à Newton et commence à apprendre le piano à 8 ans.
Il développe une passion pour le jazz en étudiant à la Newton North High School (en), où il monte son premier groupe. Il étudie à l'université de Boston, où il dirige un petit groupe professionnel, qui joue autour de Boston. Après son service dans l'armée américaine pendant la Seconde Guerre mondiale, il est diplômé en 1950,.

### Carrière d'organisateur de concerts
Après son diplôme, George Wein ouvre le Storyville (en), un club de jazz au Copley Square Hotel (en). Malgré le succès du club à son ouverture, il est contraint de fermer après seulement six semaines, avant d'être rouvert plus tard au Buckminster Hotel près de Fenway Park. Après quelque temps, il crée la compagnie d'enregistrement Storyville (en). Il donne également des cours d'histoire du jazz à l'université de Boston,.

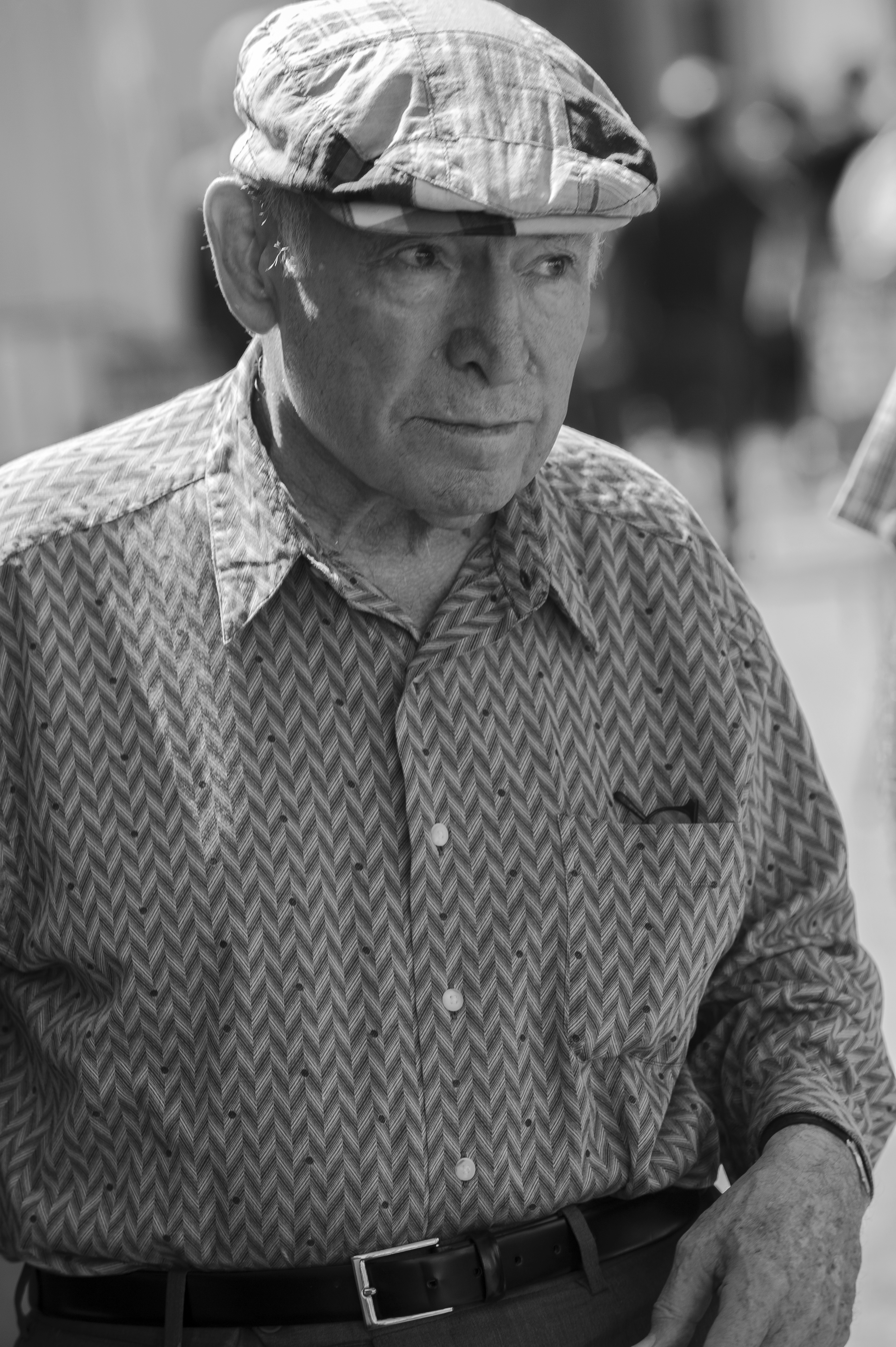
George Wein en 2008.

En 1954, Louis et Elaine Lorillard (en) proposent à Wein de financer un festival qu'il organiserait dans leur ville, à Newport dans le Rhode Island. Il s'agit du premier festival de plein air des États-Unis, il devient un rendez-vous annuel de Newport. Par la suite, Wein est consulté pour la création de nombreux autres festivals dans d'autres villes, comme pour le New Orleans Jazz & Heritage Festival ou le Playboy Jazz Festival (en) de Los Angeles. Il crée également le festival de folk de Newport,,. Dans les années 1960, il crée Festival Productions, une entreprise destinée à la promotion d'évènements liés au jazz.
Wein est un des premiers à faire sponsoriser ses évènements, et crée les deux premiers festivals à porter le nom de leur sponsor : le festival Schlitz (en) Salute to Jazz et le Kool Jazz Festival. Festival Productions organise le JVC Jazz Festival à Newport, qui s'exporte à New York, Los Angeles, Chicago, Paris, Varsovie et Tokyo. Parmi les autres sponsors, on peut également citer Mellon Bank, le magazine Essence, Verizon Communications, Ben & Jerry's et Dunkin' Donuts.

### Carrière de pianiste
George Wein est également pianiste, dans un style proche de celui d'Earl Hines, jouant dans le style swing et Dixieland.
Il enregistre et tourne avec son Newport All-Stars, dans lequel on peut entendre Ruby Braff, Pee Wee Russell et Bud Freeman, ainsi que, plus tard, Scott Hamilton et Warren Vaché.

### Vie privée
En 1959, Wein épouse Joyce Alexander (1928–2005), une gentile d'origine noire-américaine. Le couple crée la Collection d'art afro-américain George et Joyce Wein.

### Mort
George Wein meurt chez lui le 13 septembre 2021, à l'âge de 95 ans,.

## Récompenses
George Wein a reçu de nombreuses récompenses pour son travail d'organisateur de concerts.
Il est reçu à la Maison-Blanche par deux présidents américains, Jimmy Carter en 1978 et Bill Clinton en 1993. Il a des diplômes honoraires du Berklee College of Music et du Rhode Island College of Music, et est reconnu « lifetime Honorary Trustee » au Carnegie Hall. Wein est membre du bureau de la Jazz Foundation of America (en). Il a présenté et joué pendant le concert de charité de la Jazz Foundation of America A Great Night in Harlem (en). Il a remis le « Saint of Jazz award » à Harry Elias de JVC America en 2002.
- 1995 : Patron of the Arts Award du Studio Museum in Harlem[22]
- 2004 : Impact Award de l'AARP[23]
- 2004 : son autobiographie, Myself Among Others: A Life in Music, est le meilleur livre jazz de l'année par la Jazz Journalists Association (en)
- 2005 : NEA Jazz Masters Fellowship
- Commandeur de l'Ordre des Arts et des Lettres[Quand ?]
- Légion d'honneur[Quand ?]

## Discographie
- 1955 : George Wein (Atlantic)[24]
- 1955 : Wein, Women and Song (Arbors Records)
- 1959 : Newport Jazz Festival All Stars (en), avec Buck Clayton, Bud Freeman, Vic Dickenson, Champ Jones, Jake Hanna et Pee Wee Russell (Atlantic)
- 1960 : Jazz at the Modern
- 1961 : Midnight Concert in Paris (Smash Records)
- 1962 : George Wein & the Newport All-Stars (en) (Impulse!)
- 1967 : George Wein Is Alive and Well in Mexico (Arbors Records)
- 1969 : George Wein's Newport All-Stars (Arbors Records)
- 1969 : Tribute to Duke (MPS Records)
- 1984 : The Newport Jazz Festival All Stars (Concord Jazz)
- 1987 : European Tour (Concord)
- 1993 : Swing That Music (Columbia Records)